# Dr. Jekyll and Mr. Hyde (1931)
Dr. Jekyll and Mr. Hyde is een Amerikaanse dramafilm uit 1931 onder regie van Rouben Mamoulian. De film is gebaseerd op de roman The Strange Case of Dr Jekyll and Mr Hyde (1886) van de Schotse auteur Robert Louis Stevenson.

## Verhaal
In het Londen van de 19e eeuw ontwikkelt de bekende arts Dr. Henry Jekyll een middel om het kwade te verdrijven uit de menselijke ziel. Hij test het middel uit op zichzelf. De gevolgen zijn vreselijk.

## Rolverdeling
| Acteur           | Personage                |
| ---------------- | ------------------------ |
| Fredric March    | Dr. Henry Jekyll         |
| Miriam Hopkins   | Ivy Pearson              |
| Rose Hobart      | Muriel Carew             |
| Holmes Herbert   | Dr. Lanyon               |
| Halliwell Hobbes | Brig. Gen. Danvers Carew |
| Edgar Norton     | Poole                    |
| Tempe Pigott     | Mrs. Hawkins             |